# RS-68
De RS-68 was een raketmotor, aangedreven door cryogene vloeibare zuurstof en vloeibare waterstof, ontwikkeld en vervaardigd door Pratt & Whitney Rocketdyne (sinds 2013 Aerojet Rocketdyne) om de door United Launch Alliance gebouwde EELV Delta IV-raket aan te drijven. Het ontwerp van de RS-68 was bewust eenvoudig gehouden, veel eenvoudiger dan vergelijkbare cryogene raketmotoren. De RS-68A is anno 2012 de krachtigste door vloeibare zuurstof en vloeibare waterstof aangedreven raketmotor. Het was de eerste grote cryogene vloeibarebrandstofmotor ontworpen in Verenigde Staten sinds de RS-25 (SSME)-hoofdmotor van de Space Shuttle. Met de uitfasering van de Delta IV-raketten in 2024 is deze motor niet langer in gebruik.

## Technologie
Tijdens de ontwikkeling van de RS-68 lag de focus vooral op het laag houden van de kosten en niet op maximale motorefficiëntie of motorprestaties. Het was de eerste keer voor Rocketdyne dat er op die manier een grote raketmotor ontwikkeld werd. De RS-25-raketmotor van de Space Shuttle was vele malen complexer en daardoor duurder om te fabriceren en in het gebruik. Om de kosten zo laag mogelijk te houden konden de ingenieurs geen gebruik maken van al te exotische materialen of bewerkingsprocessen en moesten ze waar nodig met ingenieuze oplossingen komen.
De RS-68 maakt gebruik van twee turbopompen die elk door hun eigen gasturbine aangedreven worden. Kenmerkend voor de RS-68 zijn de uit één stuk vervaardigde gasturbinerotors, een zogenaamde blisk. De gasturbines werken met een open verbrandingscyclus, de hete uitlaatgassen van beide gasturbines worden "gedumpt" en niet meer gebruikt voor de voortstuwing. Dit in tegenstelling tot de brandstofrijke gesloten verbrandingscyclus zoals gebruikt werd in de RS-25 raketmotor. Een open verbrandingscyclus is minder efficiënt maar heeft als groot voordeel de relatieve eenvoud, het is immers niet nodig om exotisch leidingwerk en afdichtingen te ontwerpen om de hete uitlaatgassen te transporteren. De motor heeft stuwstraalbesturing die de straalbuis in twee vlakken kan bewegen. De controle over het rollen van de aangedreven raket wordt met de uitlaatgassen van de brandstofgasturbine geregeld. Dit betekent dat de uitlaatgassen van de brandstofgasturbine niet helemaal verloren gaan.
De motormassa is, door de technische concessies die er gedaan zijn om de kosten laag te houden, hoger dan vergelijkbare raketmotoren. De RS-68 heeft ongeveer tweemaal zoveel massa als de RS-25. Ondanks de beduidend hogere stuwkracht van de RS-68 is de stuwkracht-gewichtsverhouding lager dan die van de RS-25.

## Geschiedenis
De ontwikkeling van de RS-68 werd gestart in 1997. Daarbij werden studies voor de geannuleerde Space Transportation Main Engine die begin jaren 1990 door Rocketdyne werd ontwikkeld betrokken. Doel was de motor in een zo kort mogelijke tijd te ontwikkelen, testen en te laten certificeren. Het was ook de eerste motor waar Rocketdyne onderdelen met behulp van 3D-computersimulatie kon testen voordat ze überhaupt gefabriceerd en daadwerkelijk getest werden. Door technisch "eenvoudige" oplossingen te kiezen en de manier van werken was het mogelijk om de motor in 5 jaar tijd te ontwikkelen. Al op 20 november 2002 werd de eerste Delta IV, aangedreven door een RS-68-raketmotor, succesvol gelanceerd.
De RS-68 was ook de motor die NASA had gekozen voor de Ares V. De ontwikkeling van deze enorme raket die zes RS-68 als hoofdmotoren zou gebruiken kwam echter nooit verder dan de tekentafel. In 2010 werd de Ares V samen met het Constellationprogramma geannuleerd. Voor het daarna ontwikkelde Space Launch System werd in de eerste ontwerpfase ook gekeken naar de RS-68 als hoofdmotoren. Uiteindelijk werd gekozen voor de RS-25.
De RS-68 werd in de loop der jaren verder ontwikkeld. De opvolger de RS-68A had een hogere stuwkracht op zeeniveau van 3.203 kN. De eerste lancering van een Delta IV met RS-68A-motoren vond plaats op 29 juni 2012.
Vanaf halverwege 2019 was de RS-68 alleen nog in gebruik op de Delta IV Heavy. Andere configuraties van de Delta IV werden door ULA wegens niet meer concurrerende kosten uit de markt gehaald. Omdat ULA's Vulcan begin 2024 gereed kwam zou ook de Delta IV Heavy van het toneel verdwijnen. De laatste Delta IV Heavy-lancering was op 9 april 2024.

## Trivia
- Bij het starten van de RS-68 van een Delta IV ontstaat een enorme steekvlam die de oranje/bruine raket bij het opstijgen een zwartgeblakerd uiterlijk geeft.
- De kleur van de stuwstraal van de RS-68 is oranje terwijl die van de RS-25 die dezelfde brandstof gebruikt een doorzichtige blauwe vlam is. Die oranje kleur ontstaat doordat de straalpijp van de RS-68 geen geforceerde koeling heeft, maar een ablatieve beschermlaag bevat die langzaam verbrandt. De uitstoot van deze verbranding geeft de oranje kleur aan de stuwstraal.